# Sandro Viana
Sandro Ricardo Rodrigues Viana (Manaus, 26 de março de 1977) é um velocista brasileiro.
Sandro era corretor de imóveis quando após ver uma prova de Claudinei Quirino, decidiu tentar o atletismo. Mesmo que estivesse em uma idade avançada para iniciar a carreira aos 24 anos, evoluiu treinando ao lado de crianças de 12 e 13 anos. Em 2005, não tinha mais pista para correr e vendeu todos os seus pertences, incluindo a aliança de casamento, para poder se mudar para São Paulo para poder treinar. No mesmo ano conquistou a medalha de bronze na Universíade de Verão de 2005 em Izmir, na Turquia.
Fez parte da equipe que conquistou o ouro no revezamento 4x100 metros nos Jogos Pan-Americanos de 2007. Além disso, disputou os 200 metros, sendo desclassificado na final por sair de sua raia.
Foi finalista dos 4x100 metros no Campeonato Mundial de Atletismo de 2007 em Osaka  (4º lugar, 37s99), de 2009 em Berlim (7º lugar, 38s56) e de 2011 em Daegu (não completou).
Integrou a equipe brasileira de revezamento 4x100 metros nos Jogos Olímpicos de Pequim 2008, que obteve o quarto lugar. Entretanto, o jamaicano Nesta Carter foi pego no exame anti-doping, e o time jamaicano que conquistou a medalha de ouro nessa prova foi desclassificado, o que fez com que o quarteto brasileiro composto por Bruno Lins, Vicente Lenílson, José Carlos Moreira e Sandro Viana herdasse a medalha de bronze dos Jogos Olímpicos de Pequim 2008.
Integrando a delegação que disputou os Jogos Pan-Americanos de 2011 em Guadalajara, no México, ganhou o ouro na prova do 4x100 metros masculino, junto com Ailson Feitosa, Nilson André e Bruno Lins.
Seu recorde pessoal nos 200 metros é 20s32 em 22 de maio de 2008, em São Paulo, quando venceu o GP São Paulo Caixa. Tem 10s11 nos 100 metros, alcançados em Bogotá em 24 de julho de 2009.